# Arsenalen i Moskvas Kreml

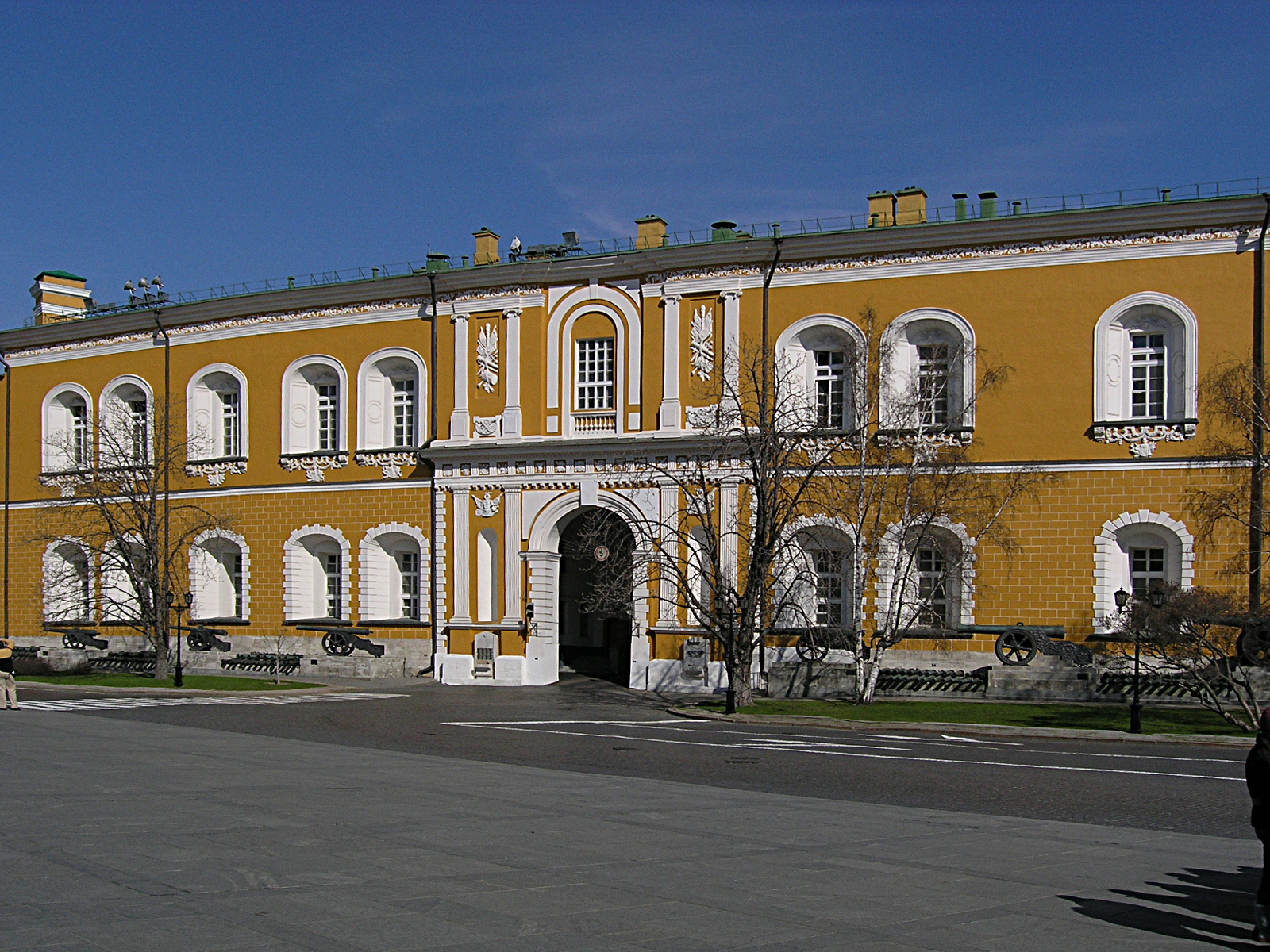
Арсенал Московского Кремля

Arsenalen i Moskvas Kreml (ryska: Арсенал Московского Кремля, Arsenal Moskovskogo Kremlya) är en byggnad i Moskvas Kreml i Ryssland.
Det uppfördes som arsenal år 1736. 